# Penza
Penza (en russe : Пенза) est une ville de Russie et la capitale administrative de l'oblast de Penza. Sa population s'élevait à 524 632 habitants en 2016.

## Géographie

### Situation
Penza est arrosée par la Soura et se trouve à 555 km — 625 km par la route — au sud-est de Moscou.

### Climat
| Mois                                  | jan.     | fév.     | mars       | avril     | mai       | juin      | jui.    | août    | sep.      | oct.       | nov.       | déc.     | année    |
| ------------------------------------- | -------- | -------- | ---------- | --------- | --------- | --------- | ------- | ------- | --------- | ---------- | ---------- | -------- | -------- |
| Température minimale moyenne (°C)     | −12,1    | −12,8    | −7,5       | 1,5       | 7,5       | 12        | 13,8    | 12      | 7,2       | 1,9        | −4,7       | −10,5    | 0,7      |
| Température moyenne (°C)              | −8,9     | −9,3     | −3,8       | 6,5       | 13,9      | 18        | 19,9    | 17,9    | 12,1      | 5,4        | −2,3       | −7,6     | 5,2      |
| Température maximale moyenne (°C)     | −5,7     | −5,4     | 0,4        | 12,1      | 20,7      | 24,5      | 26,4    | 24,6    | 18,1      | 9,7        | 0,6        | −4,6     | 10,1     |
| Record de froid (°C) date du record   | −39 1979 | −45 2009 | −31,1 1964 | −20 1952  | −5,8 1999 | −2,2 2008 | 2 1975  | 0 1976  | −6,1 1949 | −17,2 1968 | −31,1 1961 | −40 1978 | −45 2009 |
| Record de chaleur (°C) date du record | 6 2007   | 6 1978   | 17 2007    | 31,1 1950 | 35,4 2007 | 37,4 2010 | 40 2010 | 41 2010 | 34,8 2010 | 25 1974    | 15 2010    | 8 1979   | 41 2010  |
| Précipitations (mm)                   | 34       | 28       | 32         | 33        | 41        | 63        | 59      | 50      | 52        | 46         | 45         | 38       | 521      |
| Nombre de jours avec précipitations   | 6        | 5        | 7          | 12        | 14        | 16        | 15      | 14      | 14        | 15         | 13         | 9        | 140      |
| Humidité relative (%)                 | 85       | 83       | 80         | 68        | 59        | 67        | 70      | 70      | 73        | 80         | 86         | 86       | 76       |
| Nombre de jours avec neige            | 24       | 20       | 14         | 4         | 1         | 0,03      | 0       | 0       | 0,2       | 4          | 16         | 23       | 106      |
| Nombre de jours d'orage               | 0        | 0        | 0,03       | 1         | 5         | 10        | 11      | 7       | 2         | 0,2        | 0,1        | 0        | 36       |
| Nombre de jours avec brouillard       | 2        | 3        | 3          | 2         | 1         | 1         | 2       | 2       | 4         | 4          | 4          | 3        | 31       |

| Diagramme climatique                                  |             |           |           |           |          |            |          |           |          |           |             |
| J                                                     | F           | M         | A         | M         | J        | J          | A        | S         | O        | N         | D           |
| −5,7−12,134                                           | −5,4−12,828 | 0,4−7,532 | 12,11,533 | 20,77,541 | 24,51263 | 26,413,859 | 24,61250 | 18,17,252 | 9,71,946 | 0,6−4,745 | −4,6−10,538 |
| Moyennes : • Temp. maxi et mini °C • Précipitation mm |             |           |           |           |          |            |          |           |          |           |             |

## Histoire
Penza fut créée en 1663 comme un poste situé à la frontière sud-est de la Russie. La ville porte le nom de la rivière sur laquelle elle fut alors édifiée. À l'origine la majeure partie des maisons était construite en bois et la ville s'est développée sans plan d'ensemble. Durant le XVIIIe siècle, Penza devint un important centre commercial.
En 1774, Penza tomba entre les mains des insurgés conduit par Pougatchev, car les habitants de la ville étaient favorables au cosaque rebelle. Les premières maisons en pierre apparurent dès 1801 ; en 1809, Penza comptait plus de 13 000 habitants.
Durant la guerre civile russe, la légion tchèque organisa un soulèvement anti-bolchévique dans la ville. Durant la période soviétique, la ville est devenue un centre industriel régional.

## Politique et administration
La douma municipale est contrôlée par Russie unie pour la mandature de 2019 à 2024, avec 17 sièges sur 35. Le KPRF a 12 sièges, le LDPR 2 sièges, et Russie juste et RPPSS ont chacun 1 siège. Les prochaines élections auront lieues lors des infranationales de 2024.
| Scrutin          | 1er tour | 1er tour | 1er tour | 1er tour | 1er tour | 1er tour | 1er tour | 1er tour | 1er tour | 1er tour | 1er tour | 1er tour | 2d tour     | 2d tour     | 2d tour     | 2d tour     | 2d tour     | 2d tour     | 2d tour     | 2d tour     |
| Scrutin          | 1er      | 1er      | %        | 2e       | 2e       | %        | 3e       | 3e       | %        | 4e       | 4e       | %        | 1er         | %           | 2e          | %           | 3e          | %           | 4e          | %           |
| ---------------- | -------- | -------- | -------- | -------- | -------- | -------- | -------- | -------- | -------- | -------- | -------- | -------- | ----------- | ----------- | ----------- | ----------- | ----------- | ----------- | ----------- | ----------- |
| Municipales 2019 |          | ER       | 36,94    |          | KPRF     | 29,81    |          | LDPR     | 11,64    |          | SRZP     | 6,54     | Tour unique | Tour unique | Tour unique | Tour unique | Tour unique | Tour unique | Tour unique | Tour unique |

## Population et société

### Démographie
Après avoir atteint un pic en 1992 — plus de 552 000 habitants —, la population de Penza décroît en raison d'un solde naturel devenu fortement négatif. Entre 1990 et 2005, le taux de natalité est passé de 12,2 à 7,9 pour mille alors que le taux de mortalité a bondi de 9,8 à 14,5 pour mille. Le solde naturel est de –6,6 pour mille en 2005.
Recensements (*) ou estimations de la population
| 1782  | 1824   | 1856   | 1863   | 1897*  | 1913   |
| ----- | ------ | ------ | ------ | ------ | ------ |
| 8 714 | 14 041 | 23 800 | 27 300 | 59 981 | 72 000 |

| 1926*  | 1931    | 1939*   | 1959*   | 1970*   | 1979*   |
| ------ | ------- | ------- | ------- | ------- | ------- |
| 91 151 | 105 100 | 159 776 | 255 481 | 373 650 | 482 916 |

| 1989*   | 2002*   | 2010*   | 2014    | 2015    | 2016    |
| ------- | ------- | ------- | ------- | ------- | ------- |
| 543 006 | 518 437 | 517 137 | 521 329 | 522 823 | 524 632 |

### Sports
- FK Zénith Penza, club de football fondé en 1918.
- Dizel Penza, club de hockey sur glace fondé en 1955.
- Lokomotiv Penza, club de rugby à XV fondé en 2018.

## Culture

### Musées
- Galerie de peintures C. Savitski de l'oblast de Penza
- Ivan Goriouchkine-Sorokopoudov
- Musée d'un seul tableau G. Miasnikova

### Personnalités
- Denis Ablyazin (1992-), gymnaste, double médaillé olympique.
- Marta Romashina (1989-), photographe de mode et journaliste
- Irina Kalinina (1959-), plongeuse, champion olympique.
- Anna Kouznetsova (1982-), déléguée aux droits des enfants auprès du président de la Fédération de Russie.
- Denis Kudashev (1981-2008), coureur cycliste professionnel.
- Aristarkh Lentoulov (1882-1943), peintre.
- Mikhaïl Lermontov (1814-1841), poète, a grandi à Penza dans le manoir de Tarkhany, qui appartenait à sa grand-mère.
- Andreï Makine (1957-), a grandi à Penza.
- Aleksandr Melentiev (1954-2015), champion olympique de tir.
- Vsevolod Meyerhold (1874-1940), dramaturge et metteur en scène russe.
- Ivan Mosjoukine (1889-1939), comédien russe naturalisé français.
- Vsevolod Poudovkine (1893-1953), cinéaste.